# أغنيس ليال
أغنيس ليال (بالإنجليزية: Agnes Lyall)‏ هي فنانة تشكيلية أمريكية، ولدت في 1908 في سوميت في الولايات المتحدة، وتوفيت في 2013.